# Eptesicus andinus
Eptesicus andinus là một loài động vật có vú trong họ Dơi muỗi, bộ Dơi. Loài này được J. A. Allen mô tả năm 1914.